# Faïcel Jaballah
Faïcel Jaballah (arabe : فيصل جاب الله), né le 1er mai 1988 à Nefta, est un judoka tunisien en activité évoluant dans la catégorie des plus de 100 kg.

## Biographie
Aux championnats du monde de judo 2013 à Rio de Janeiro, il remporte la médaille de bronze.

## Palmarès
| Année | Compétition              | Lieu           | Résultat | Catégorie         |
| ----- | ------------------------ | -------------- | -------- | ----------------- |
| 2009  | Championnats d'Afrique   | Maurice        | 3e       | Toutes catégories |
| 2009  | Jeux de la Francophonie  | Beyrouth       | 2e       | Plus de 100 kg    |
| 2011  | Championnats d'Afrique   | Dakar          | 2e       | Plus de 100 kg    |
| 2011  | Championnats d'Afrique   | Dakar          | 2e       | Toutes catégories |
| 2011  | Jeux mondiaux militaires | Rio de Janeiro | 2e       | Plus de 100 kg    |
| 2011  | Jeux africains           | Maputo         | 2e       | Plus de 100 kg    |
| 2011  | Jeux panarabes           | Doha           | 1er      | Toutes catégories |
| 2011  | Jeux panarabes           | Doha           | 2e       | Plus de 100 kg    |
| 2012  | Championnats d'Afrique   | Agadir         | 1er      | Toutes catégories |
| 2012  | Championnats d'Afrique   | Agadir         | 3e       | Plus de 100 kg    |
| 2013  | Championnats d'Afrique   | Maputo         | 1er      | Plus de 100 kg    |
| 2013  | Championnats d'Afrique   | Maputo         | 2e       | Toutes catégories |
| 2013  | Jeux méditerranéens      | Mersin         | 3e       | Plus de 100 kg    |
| 2013  | Championnats du monde    | Rio de Janeiro | 3e       | Plus de 100 kg    |
| 2014  | Championnats d'Afrique   | Port-Louis     | 1er      | Plus de 100 kg    |
| 2014  | Championnats d'Afrique   | Port-Louis     | 1er      | Toutes catégories |
| 2015  | Championnats d'Afrique   | Libreville     | 1er      | Plus de 100 kg    |
| 2015  | Championnats d'Afrique   | Libreville     | 1er      | Toutes catégories |
| 2015  | Jeux africains           | Brazzaville    | 1er      | Plus de 100 kg    |
| 2016  | Championnats d'Afrique   | Tunis          | 1er      | Plus de 100 kg    |
| 2016  | Championnats d'Afrique   | Tunis          | 1er      | Toutes catégories |
| 2018  | Championnats d'Afrique   | Tunis          | 1er      | Plus de 100 kg    |
| 2018  | Championnats d'Afrique   | Tunis          | 3e       | Toutes catégories |
| 2018  | Jeux méditerranéens      | Tarragone      | 3e       | Plus de 100 kg    |
| 2019  | Jeux africains           | Rabat          | 3e       | Plus de 100 kg    |
| 2021  | Championnats d'Afrique   | Dakar          | 1er      | Plus de 100 kg    |